# SMS Gazelle (1898)
SMS Gazelle – niemiecki krążownik lekki (konstrukcyjnie krążownik pancernopokładowy, klasyfikowany jako mały krążownik – niem. Kleiner Kreuzer) z końca XIX wieku, pierwsza z 10 zbudowanych jednostek typu Gazelle. Okręt miał wyporność pełną 2963 tony i osiągał prędkość 20 węzłów, a jego główne uzbrojenie stanowiło 10 dział kalibru 10,5 cm i trzy wyrzutnie torped kalibru 45 cm.
Krążownik został zwodowany 31 marca 1898 roku w stoczni Friedrich Krupp Germaniawerft w Kilonii, a 23 listopada 1898 roku wcielono go do służby w Kaiserliche Marine. Był drugim okrętem w niemieckiej flocie o tej nazwie, oznaczającej gazelę. Jednostka służyła w Indiach Zachodnich, biorąc też udział w I wojnie światowej na Bałtyku. Uszkodzony na minie okręt został 22 lutego 1915 roku wycofany ze służby, a od 1916 roku pełnił rolę hulku. 28 sierpnia 1920 roku został skreślony z listy floty i następnie złomowany.

## Projekt i budowa
Objęcie tronu Cesarstwa Niemieckiego przez Wilhelma II w 1888 roku wiązało się z początkiem rozbudowy floty wojennej, niezbędnej do zdobycia i utrzymania zamorskich posiadłości. Oprócz budowy floty liniowej, mającej w przyszłości stanowić zagrożenie dla Royal Navy, potrzebna była rozbudowa sił lekkich, których zadaniem była służba patrolowa na wodach metropolii oraz reprezentowanie niemieckiej bandery oraz obrona interesów Cesarstwa w koloniach. Do końca lat 80. XIX wieku rolę tę spełniały korwety o napędzie parowo-żaglowym, kanonierki i awiza. W latach 90. XIX wieku zbudowano nowe jednostki przeznaczone zarówno do służby kolonialnej, jak też współdziałania z flotą krajową, którymi były nieopancerzone krążowniki IV klasy typu Bussard, krążownik III klasy „Gefion” oraz awiza „Greif” i „Hela”. Na bazie tego ostatniego okrętu w latach 1895–1896 w biurze konstrukcyjnym Urzędu Marynarki Rzeszy opracowano projekt nowoczesnych krążowników IV klasy zdolnych do operacji z flotą liniową i do służby kolonialnej, o nieco powiększonej wyporności, prędkości 20 węzłów i uzbrojeniu porównywalnym z o wiele droższym „Gefionem”, zaakceptowany przez kierownictwo Kaiserliche Marine. W uchwalonej w 1898 roku przez Reichstag ustawie morskiej zagwarantowano środki na budowę czterech krążowników IV klasy, powiększając ich liczbę do 10 po przyjęciu w 1900 roku drugiej ustawy morskiej (łącznie 50 mln marek do wykorzystania w latach 1897–1904). W 1899 roku zmieniono klasyfikację krążowników IV klasy na małe krążowniki (niem. Kleiner Kreuzer).
Krążownik został zamówiony pod tymczasową nazwą „Kreuzer IV. Klasse G”. Zbudowany został w stoczni Friedrich Krupp Germaniawerft w Kilonii (nr stoczniowy 76) . Stępkę krążownika położono w kwietniu 1897 roku, a ceremonia wodowania i chrztu odbyła się 31 marca 1898 roku, przeprowadzona przez kontradmirała (niem. Konteradmiral) Alfreda Tirpitza, w obecności wdowy po cesarzu Fryderyku III Wiktorii i księżniczki Ireny, żony księcia-admirała Albrechta Wilhelma Heinricha Hohenzollerna. Nazwa okrętu pochodziła od gazeli, szybkiego ssaka z podrodziny antylop. Koszt budowy okrętu wyniósł 4 mln 611 tys. marek. Budowa krążownika została ukończona w październiku 1898 roku.

## Dane techniczne

### Charakterystyka ogólna
Okręt był małym krążownikiem o sylwetce podobnej do poprzedników („Hela” i „Gefion”), różniąc się od tego ostatniego dwoma wysokimi kominami zamiast trzech. Kadłub o poprzeczno-wzdłużnym układzie wiązań podzielony był za pomocą 11 grodzi na 12 przedziałów wodoszczelnych, a dno podwójne obejmowało 40% jego długości. Krążownik miał taranowy, zaokrąglony dziób, połączone pomostami podwyższone pokłady dziobowy i rufowy, dwa maszty, prosty kil i dwie stępki boczne oraz krążowniczą rufę. W odróżnieniu od późniejszych jednostek tego typu, pomost bojowy z opancerzonym stanowiskiem dowodzenia znajdowały się między kominami, połączone kładkami z lekkim pomostem dla obserwatorów usytuowanym przed pierwszym kominem. Między drugim kominem a drugim masztem znajdowało się zapasowe stanowisko dowodzenia.
Długość całkowita okrętu wynosiła 105 metrów (104,4 metra na wodnicy), szerokość 12,2 metra i zanurzenie od 4,84 metra na dziobie do 5,53 metra na rufie. Wyporność normalna (konstrukcyjna) wynosiła 2643 tony, a pełna 2963 tony.
Załoga jednostki składała się z 14 oficerów i 243 podoficerów i marynarzy. Kabiny podoficerskie, oficerskie i dowódcy znajdowały się w części rufowej, a kubryk marynarzy na dziobie; umywalnie marynarzy znajdowały się na śródokręciu za nadburciami.

### Urządzenia napędowe i pomocnicze
Okręt był napędzany przez umieszczone w jednej maszynowni dwie czterocylindrowe pionowe maszyny parowe potrójnego rozprężania produkcji zakładów A.G. Germania z Berlina, które poruszały poprzez wały napędowe dwie trójłopatowe śruby napędowe o średnicy 3,5 metra każda. W odróżnieniu od późniejszych okrętów, para o ciśnieniu roboczym 13 at dostarczana była przez osiem kotłów wodnorurkowych Niclausse, także wyprodukowanych przez A.G. Germania, o łącznej powierzchni grzewczej 1454 m², wyposażonych łącznie w 16 palenisk, zainstalowanych w dwóch kotłowniach. Kotły były opalane węglem, którego normalny zapas wynosił 300, a maksymalny 500 ton.
Nominalna moc siłowni wynosiła 6000 KM przy 143 obr./min, co pozwalało na osiągnięcie prędkości maksymalnej 20 węzłów. Zasięg wynosił 3570 mil morskich przy prędkości 10 węzłów (lub 2400 Mm przy prędkości 14 węzłów i 1400 Mm przy prędkości 19 węzłów). Na rufie znajdował się pojedynczy półzrównoważony ster.
Energia elektryczna (prąd stały o napięciu 110 V) wytwarzana była przez trzy prądnice napędzane silnikami Diesla o łącznej mocy 73 kW.

### Uzbrojenie
Główne uzbrojenie krążownika składało się z 10 pojedynczych szybkostrzelnych dział kalibru 10,5 cm SK C/97, o długości 40 kalibrów (L/40) . Dwa działa zostały umieszczone obok siebie na pokładzie dziobowym, dwa w identycznej konfiguracji na pokładzie rufowym, a pozostałe sześć zainstalowano na sponsonach burtowych na śródokręciu (wszystkie osłonięte pancernymi maskami). Masa działa wynosiła 1750 kg, a jego długość całkowita 4,475 metra; długość samej lufy wynosiła 4,2 metra, a jej masa 1555 kg. Działa strzelały pociskami przeciwpancernymi i burzącymi o masie od 14,25 do 18,2 kg wystrzeliwanymi za pomocą ładunków miotających o masie 3,18 kg. Kąt podniesienia lufy wynosił od -10 do +30°, a maksymalna donośność wystrzeliwanego z prędkością wylotową od 690 do 840 m/s pocisku wynosiła 12 200 metrów. Kąt ostrzału ośmiu dział mogących strzelać w kierunku dziobu i rufy wynosił 150°, a dwóch dział umieszczonych centralnie na śródokręciu 120°. Zapas amunicji wynosił 1000 sztuk (czyli 100 pocisków na działo).
Artyleria małokalibrowa składała się początkowo z 10–14 pięciolufowych działek kalibru 3,7 cm Hotchkiss M1873. W późniejszym czasie zostały zastąpione taką samą liczbą pojedynczych szybkostrzelnych dział Kruppa kalibru 5 cm L/40. Masa działa z lawetą wynosiła 280 kg, a długość lufy 2 metry. Działa strzelały pociskami o masie 1,75 kg, wystrzeliwanymi z prędkością wylotową 655 m/s na maksymalną odległość 6200 metrów (przy kącie podniesienia lufy 20°).
Broń torpedową stanowiły trzy pojedyncze wyrzutnie kalibru 450 mm: jedna podwodna na dziobie oraz dwie nadwodne na pokładzie śródokręcia z każdej burty (za drugim kominem), z łącznym zapasem ośmiu torped. Używane początkowo torpedy typu C45/91S miały długość 5,1 metra, masę 550 kg (w tym głowica bojowa 197 kg trotylu), a ich zasięg wynosił 500 metrów przy prędkości 33,5 węzła i 1200 metrów przy prędkości 27 węzłów .
Do kierowania ogniem artyleryjskim służyły dwa dalmierze, umieszczone nad głównym i zapasowym stanowiskiem dowodzenia.

### Opancerzenie
Podstawowym elementem pancerza był wykonany z dwóch warstw zwykłej stali i jednej warstwy stali Kruppa pokład pancerny o grubości maksymalnej w części płaskiej 25 mm na dziobie i rufie oraz 20 mm na śródokręciu, a na bocznych skosach 50 mm. Zrębnice miały grubość 80 mm stali Kruppa. Maski dział kalibru 10,5 cm miały grubość 80 mm, a wieża dowodzenia chroniona była płytami o grubości od 20 do 80 mm (maski i wieża wykonane były ze stali Kruppa). Niezatapialność jednostki starano się powiększyć poprzez wypełnienie przestrzeni między poszczególnymi pomieszczeniami i elementami konstrukcyjnymi korkiem.

### Wyposażenie
Jako środki ratownicze i komunikacyjne okręt miał na wyposażeniu barkas z napędem parowym, pinasę, dwa kutry, dwa jole i łódź ratunkową (dinghy). Wyposażenie do walki nocnej stanowiły dwa reflektory: pierwszy umieszczony był na podeście między dziobową parą dział kalibru 10,5 cm a przednim masztem, a drugi znajdował się na podeście za drugim masztem.

### Malowanie
Podczas służby na wodach metropolii okręt pomalowany był według wprowadzonego w 1896 roku schematu numer 96: kadłub w kolorze szarym; pokład, nadbudówki, maszty, kominy oraz działa z maskami w kolorze jasnoszarym, a ornamenty dziobowe i rufowe w kolorze żółtym. W okresie służby w koloniach do 1910 roku obowiązywał schemat numer 98, w którym kadłub pomalowany był na biało, a pokład, nadbudówki, maszty, kominy i ornamenty na żółto. Po 14 maja 1910 roku obowiązywał wyłącznie schemat numer 96, niezależnie od miejsca pełnienia służby.

## Służba
SMS „Gazelle” został wcielony do służby w Kaiserliche Marine 23 listopada 1898 roku. Pierwszym dowódcą okrętu został mianowany kmdr ppor. (niem. Korvettenkapitän) Adolph Josephi. Podczas prób morskich „Gazelle” osiągnął prędkość 20,2 węzła przy przeciążeniu maszyn do 6366 KM (przy 145 obr./min). Od 6 kwietnia do 6 października 1899 roku okręt był wyłączony ze służby z powodu konieczności naprawy sprawiających ciągłe problemy kotłów Niclausse. Wznowione 6 października próby także wykazały wady, przez co 14 listopada krążownik ponownie trafił do stoczni na konieczne naprawy; w ich trakcie 6 października 1900 roku dowództwo jednostki objął kmdr ppor. Heinrich Bredow (sprawował je do 14 listopada tego roku). Ostatecznie SMS „Gazelle” powrócił do czynnej służby dopiero 15 czerwca 1901 roku z nowym dowódcą, którym został kmdr ppor. Leo Neitzke. Krążownik został przyporządkowany do 1. Eskadry Bojowej, odbywając w lipcu manewry i następnie atlantycki rejs do portów Hiszpanii i Portugalii, po którym zawinął 9 sierpnia na Isle of Portland i powrócił do Kilonii 12 sierpnia. Od 22 sierpnia do 15 września w składzie 2. Grupy Rozpoznawczej uczestniczył w jesiennych manewrach niemieckiej floty (w ich trakcie miała miejsce parada floty przed rosyjskim carem Mikołajem II). W październiku nowym dowódcą krążownika został kmdr ppor. Joachim Graf von Oriola.
Na początku 1902 roku SMS „Gazelle” miał zostać przeniesiony do Niemieckiej Eskadry Wschodnioazjatyckiej, jednak z powodu konfliktu państw europejskich z Wenezuelą ostatecznie wysłano go do Indii Zachodnich, gdzie wszedł w skład Wschodnioamerykańskiego Dywizjonu Krążowników (tworzyły go ponadto krążowniki SMS „Vineta” i SMS „Falke”, kanonierka SMS „Panther” oraz okręty szkolne SMS „Stein” i SMS „Charlotte”). „Gazelle” przybył do Port-of-Spain, a od 24 maja do 10 czerwca stacjonował w Charlotte Amalie. Niemieckie okręty wspólnie z jednostkami Royal Navy i Regia Marina uczestniczyły w blokadzie wenezuelskiego wybrzeża, a 11 grudnia 1902 roku załoga „Gazelle” zaskoczyła w porcie Guanta wenezuelski krążownik „Restaurador” i opanowała go. Okręt został obsadzony przez wydzieloną z niemieckiego krążownika załogę liczącą 55 osób, dowodzoną przez ppor. (niem. Korvettenleutnant) Titusa Türka, po czym został naprawiony na Trynidadzie i włączony do zespołu blokadowego. SMS „Gazelle” brał udział w działaniach blokadowych do zakończenia kryzysu w marcu 1903 roku, zatrzymując 4 stycznia nieopodal Puerto Cabello wenezuelski statek handlowy, odholowany następnie do Trynidadu. Następnie krążownik trafił na remont do amerykańskiej stoczni Newport News, po zakończeniu którego wspólnie z SMS „Vineta” odbył rejs do Halifaxu i Montrealu. 
W drugiej połowie 1903 roku załoga „Gazelle” uczestniczyła w akcjach ochrony niemieckich konsulatów w Santo Domingo i Port-au-Prince. W październiku 1903 roku dowództwo okrętu objął kmdr ppor. Heinrich Sass. W styczniu 1904 roku krążownik odwiedził Veracruz, gdzie jego dowódca spotkał się z prezydentem Meksyku Porfirio Díazem, a później zawinął do Belize City. Następnie „Gazelle” udał się ponownie do Newport News, gdzie na jego pokładzie gościł prezydent USA Theodore Roosevelt. 19 czerwca okręt udał się w rejs powrotny do kraju, docierając 18 lipca do Kilonii. 3 sierpnia w Gdańsku „Gazelle” został kolejny raz wycofany ze służby, po czym w stoczni Kaiserliche Werft Danzig w latach 1905–1907 został poddany remontowi połączonemu z modernizacją, obejmującą m.in. wymianę ośmiu kotłów Niclausse na osiem typu Marynarki (Marinekessel) o identycznym ciśnieniu roboczym, łącznej powierzchni grzewczej 1928 m² i wyposażonych łącznie w osiem palenisk. Po modernizacji jednostka trafiła do drugiej rezerwy.

### I wojna światowa
Po wybuchu I wojny światowej w sierpniu 1914 roku krążownik został reaktywowany, po czym pod dowództwem kmdra por. (niem. Fregattenkapitän) Ernsta Mysinga został przydzielony do Sił Obrony Wybrzeża na Morzu Bałtyckim. Wkrótce „Gazelle” został przeniesiony do dywizjonu wydzielonego, mającego prowadzić działania ofensywne we wschodniej części Bałtyku. 1 września krążowniki „Gazelle”, „Augsburg” i niszczyciele S 124 i V 25 patrolowały wody między wybrzeżem Kurlandii a Gotlandią, napotykając rosyjski zespół składający się z krążowników „Ruryk”, „Rossija”, „Bogatyr’” i „Oleg” oraz niszczycieli „Nowik”, „Gienierał Kondratienko”, „Ochotnik”, „Pogranicznik” i „Sibirskij striełok”. „Nowik” przeprowadził niecelny atak torpedowy na „Augsburg”, który następnego dnia uniknął też starcia z krążownikami „Bogatyr’” i „Oleg”, natomiast pozostałe niemieckie okręty nie nawiązały kontaktu z przeciwnikiem.
6 września „Gazelle” znalazł się w składzie silnego zespołu floty niemieckiej dowodzonego przez księcia Henryka Hohenzollerna (tworzyły go m.in. pancerniki 4. Eskadry „Braunschweig”, „Elsaß”, „Mecklenburg”, „Schwaben”, „Wettin”, „Wittelsbach” i „Zähringen”, krążownik pancerny „Blücher”, krążowniki „Augsburg”, „Strassburg” i „Undine” oraz niszczyciele), który udał się w kierunku Zatoki Fińskiej w celu wywabienia i zniszczenia rosyjskich okrętów. Wypad zakończył się ostrzelaniem przez „Blüchera” patrolujących wejście do zatoki krążowników „Bajan” i „Pałłada” oraz zatopieniem parowca „Uleaborg” na wodach Zatoki Botnickiej. Następnie okręt przeszedł w Gdańsku remont stoczniowy, po zakończeniu którego został okrętem flagowym sił zaopatrzenia Flotylli Bałtyckiej. W dniach 15–18 grudnia „Gazelle” uczestniczył w rajdzie zespołu pod dowództwem kontradmirała Ehlera Behringa na Wyspy Alandzkie (wraz z krążownikami „Prinz Adalbert”, „Amazone”, „Augsburg”, „Lübeck” i „Thetis” w eskorcie niszczycieli). Pod koniec roku krążownik został okrętem flagowym Sił Obrony Wybrzeża, prowadząc patrole przeciwko brytyjskim okrętom podwodnym w rejonie Cieśnin Duńskich.
25 stycznia 1915 roku na północny zachód od przylądka Arkona krążownik wszedł na minę, postawioną 14 stycznia tego roku przez rosyjski krążownik pancerny „Rossija”. Okręt doznał poważnych uszkodzeń części rufowej, tracąc obie śruby. Jednostkę próbował wziąć na hol szwedzki prom kolejowy „Konung Gustav V” o pojemności 3268 BRT, jednak przekraczało to jego możliwości; ostatecznie krążownik został zaholowany do Świnoujścia przez niszczyciele G 132 i G 134. W stoczni Stettiner Oderwerke dokonano oględzin rozległych uszkodzeń krążownika (oprócz zniszczenia obu śrub wraz z fragmentami wałów uszkodzeniu uległa odlewana tylnica), w wyniku których postanowiono o nieremontowaniu okrętu. SMS „Gazelle” został wycofany ze służby 22 lutego 1915 roku, a jego załoga została wyznaczona do objęcia nowej jednostki. Po prowizorycznym załataniu otworów w kadłubie od 1916 roku okręt pełnił funkcję hulku w Gdańsku, a następnie w Cuxhaven i Wilhelmshaven. „Gazelle” doczekał w tej roli zakończenia wojny i został ostatecznie skreślony z listy floty 28 sierpnia 1920 roku, po czym trafił do stoczni złomowej w Wilhelmshaven. Dla jego zastąpienia w niemieckiej flocie został zbudowany krążownik lekki SMS „Königsberg” (oznaczony na etapie budowy „Ersatz Gazelle”).